# Complex d'espècies

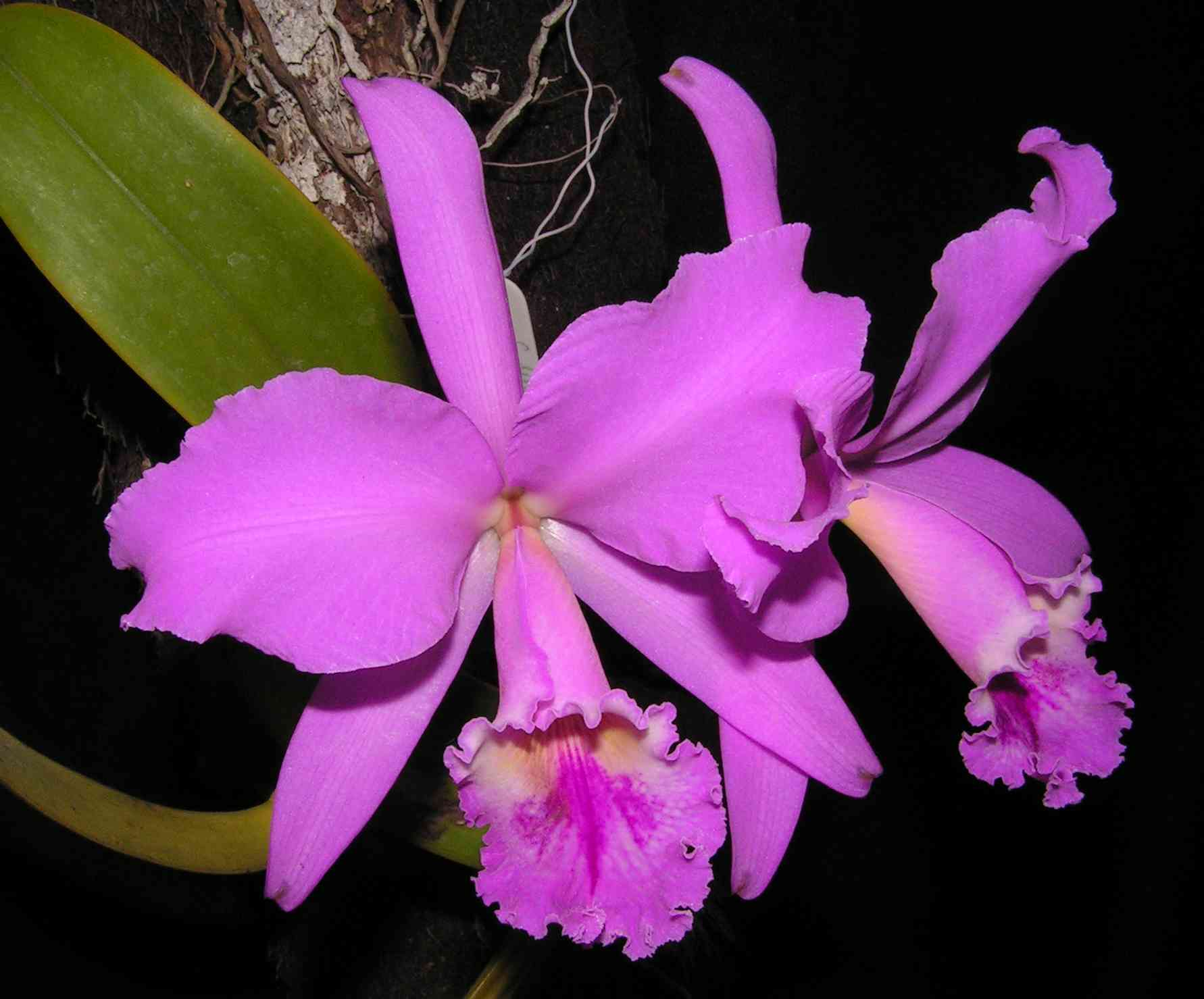
L'orquídia Cattleya labiata forma part d'un complex d'espècies.

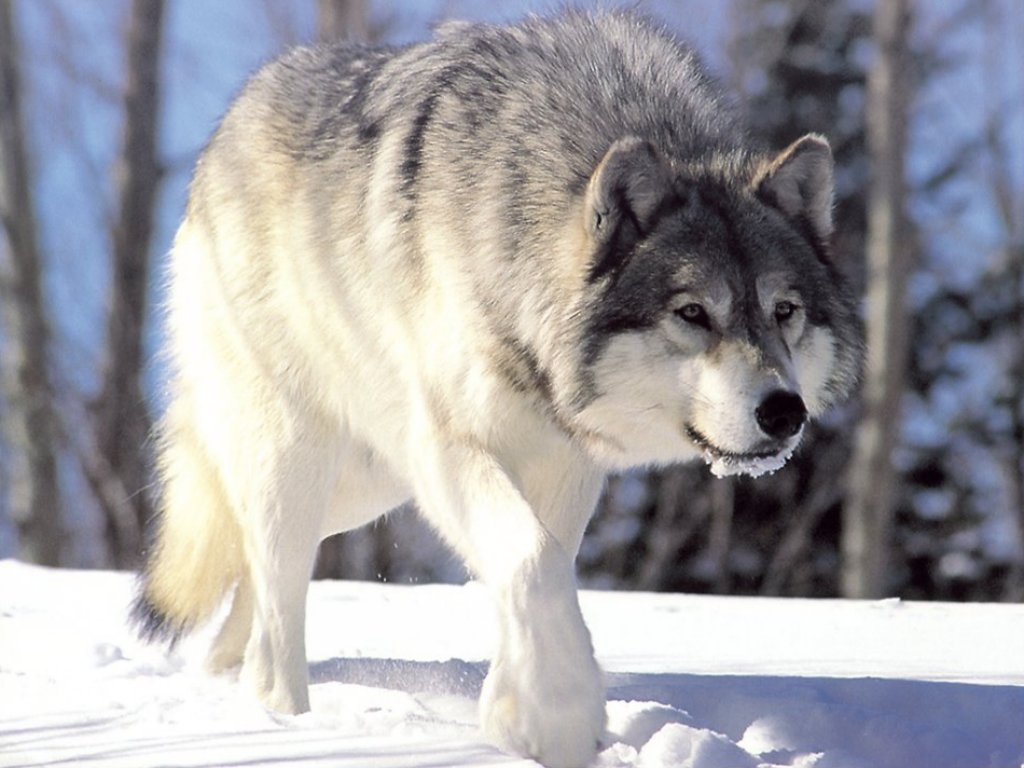
El llop (Canis lupus) forma part d'un complex d'espècies al si del gènere Canis (gos-llop-coiot-dingo).

En biologia, un complex d'espècies és un grup d'espècies amb un parentesc proper que tenen una línia de demarcació precisa esovint poc clara o críptica a causa de la seva formació recent, per la qual cosa generalment continua sent incomplet l'aïllament reproductiu.

## Generalitats
Alguns complexos d'espècies són els anells d'espècies, les superespècies i els complexos críptics d'espècies. Aquests grups d'espècies relacionades en un complex es poden produir ordenant-se en forma de línia en experimentar una ràpida especiació o quan l'especiació s'ha produït recentment, per la qual cosa els mecanismes de separació entre espècies encara no s'ha desenvolupat completament. Aquests casos poden deixar algunes espècies parafilètiques a escala d'espècie i espècies híbrides, cosa que fa la seva anàlisi filogenètica molt difícil.

## Dificultats per al seu estudi
Esbrinar les funcions que els processos evolutius tenen en la delimitació de les espècies en aquests complexos és particularment difícil. En general, en estudiar cada espècie, s'accepta que cal examinar un conjunt de marcadors morfològics i moleculars i analitzar aquestes dades utilitzant mètodes estadístics complementaris. Sovint cal acumular un conjunt divers de dades moleculars i factors morfològics, a més d'aplicar un enfocament multidisciplinari per a intentar resoldre el problema. D'aquesta manera, es pot aconseguir un visió objectiva i rigorosa de la història evolutiva de cada tàxon que integra un complex d'espècies, evitant alhora les limitacions inherents associades amb l'ús d'un únic mètode d'anàlisi i un únic locus o caràcter.